# Victor Simões
Victor Simões de Oliveira, noto semplicemente come Victor Simões (Rio de Janeiro, 23 marzo 1981), è un ex calciatore brasiliano, di ruolo attaccante.

## Carriera
Nel 2015 viene ingaggiato dal Goa che milita nella Indian Super League ma a seguito di un infortunio alla gamba ritorna in Brasile senza mai scendere in campo.

## Palmarès

### Club
- Campionato belga: 1

2004-2005